# مظاهرات يريفان 1965
مظاهرات يريفان 1965 جرت في يريفان في أرمينيا في 24 أبريل 1965، في الذكرى الخمسين للإبادة الجماعية للأرمن. يقال إن هذا الحدث يشكل الخطوة الأولى في النضال من أجل الاعتراف بالإبادة الجماعية للأرمن لعام 1915.
في 24 أبريل 1965، وللمرة الأولى لأي مظاهرة من هذا القبيل في الاتحاد السوفيتي بأكمله، احتج 100 ألف متظاهر لمدة 24 ساعة أمام دار الأوبرا في الذكرى الخمسين لبدء الإبادة الجماعية للأرمن، وطالبوا حكومة الاتحاد السوفيتي الاعتراف رسميًا بالإبادة الجماعية للأرمن التي ارتكبتها تركيا الفتاة في الدولة العثمانية، وبناء نصب تذكاري في عاصمة الأرمينية يريفان لتخليد ذكرى ضحايا الإبادة الجماعية للأرمن.
كتب على الملصقات «حل عادل للقضية الأرمنية» وغيرها من الشعارات القومية المتعلقة بأرمينيا الغربية، وقاراباغ ونخجوان.
بالنسبة لصيحات «أرضنا وأراضينا»، كانت المظاهرة الكبرى بمثابة صحوة عامة كبيرة للوعي الأرمني في أرمينيا السوفيتية. أخذ الكرملين في الاعتبار مطالب المتظاهرين، وأمر ببناء نصب تذكاري للإبادة الجماعية ولمليون ونصف مليون أرمني لقوا حتفهم. تم الانتهاء من النصب التذكاري، الذي يقع على تلة تسيتسيرناكابيرد، في عام 1967، في الوقت المناسب للاحتفال بالذكرى الـ53 منذ بداية الإبادة الجماعية. كان بناء النصب التذكاري لمن لقوا حتفهم في الإبادة الجماعية الخطوة الأولى في تكريم الأحداث والشخصيات الهامة في تاريخ أرمينيا الطويل، حيث تم بناء النصب التذكارية التي تكرم الانتصارات الأرمنية في ساردارابات وباش آباران ضد الأتراك العثمانيين في عام 1918.
باتباع مثال على هذه المظاهرة، تم تنظيم احتجاجات مماثلة في جميع أنحاء العالم، في أي بلد يوجد به شتات أرمني. منذ يوم الاحتجاجات، يقوم الأرمن (وشعوب العديد من الجمهوريات السابقة في الاتحاد السوفيتي وجميع أنحاء العالم أيضًا) حتى هذا اليوم بزيارة النصب التذكاري والاحتجاج في جميع أنحاء العالم للحصول على اعتراف تركيا بالإبادة الجماعية للأرمن ولتكريم ملايين القتلى الأرمن خلال هذه الفترة الحزينة من التاريخ الأرمني.

## روابط خارجية
- الذكرى المئوية للإبادة الجماعية للأرمن